# Palmer (Texas)
Palmer ist eine Kleinstadt mit dem Status Town im Ellis County im Bundesstaat Texas in den Vereinigten Staaten. Bei der letzten Volkszählung im Jahr 2010 lebten in Palmer genau 2000 Einwohner, für 2018 wurde die Einwohnerzahl auf 2053 geschätzt.

## Lage
Palmer liegt im Nordosten des Ellis County, rund 15 Kilometer östlich von Waxahachie und genau 40 Kilometer Luftlinie südöstlich des Stadtzentrums von Dallas. Die Stadt liegt am Rand der Metropolregion Dallas-Fort-Worth-Metroplex und hat als solche noch einen ländlichen Charakter. Benachbart gelegene Dörfer und Städte sind Trumbull im Norden, Bristol im Osten, Garrett im Süden, Boyce und Ike im Südwesten sowie Rockett und Pecan Hill im Nordwesten.
Palmer liegt direkt am Interstate-Highway 45. Durch die Stadt führten die Farm-to-Market-Roads 813 und 878, die die Stadt mit Waxahachie verbinden.

## Geschichte

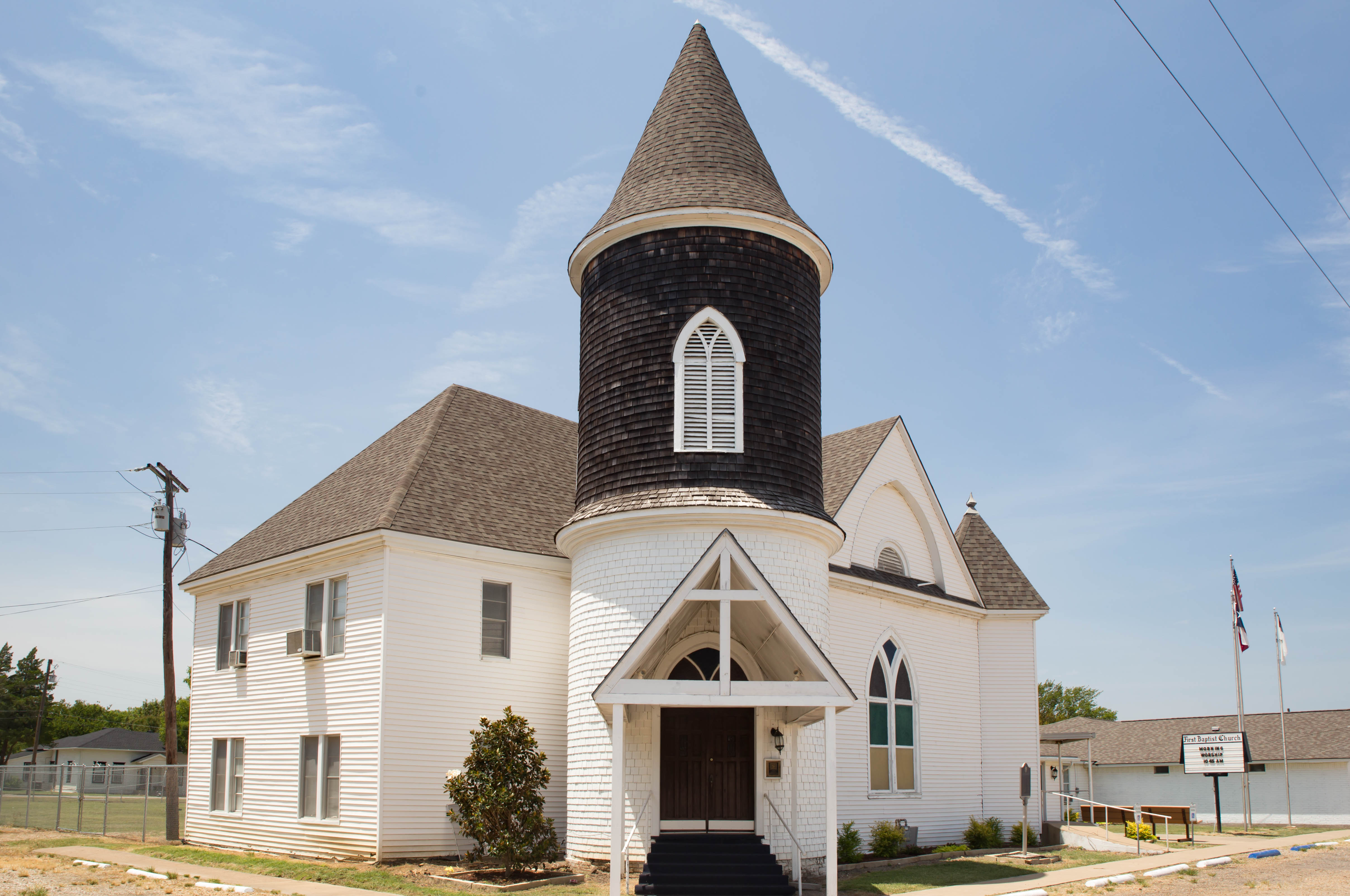
Palmer Baptist Church

Das Stadtgebiet von Palmer wurde erstmals im Jahr 1872 im Zuge des Baus der Houston and Texas Central Railway besiedelt. Die Siedlung wurde nach dem Arzt D. S. Palmer aus Houston benannt, der Anteilseigner der Eisenbahngesellschaft war. Aufgrund der Nutzung des Haltepunktes als Umschlagplatz für Baumwolle wuchs die Einwohnerzahl in Palmer von der Gründung an stark. 1874 wurde eine Poststelle eingerichtet. Im Jahr 1885 hatte Palmer bereits 250 Einwohner und 28 Wirtschaftsbetriebe, darunter ein Hotel, eine Bank, eine Schule, zwei dampfbetriebene Schrotmühlen und zwei Baumwollsamenölmühlen. Vor dem Bau der ersten Kirchen in Palmer gehörte der Ort zur Cumberland Presbyterian Church, gegen Ende des 19. Jahrhunderts wurden vier Kirchen für die jeweiligen Glaubensgemeinschaften in dem Ort errichtet.
1890 wurde Palmer als Stadt inkorporiert. Im Jahr 1902 wurde in der Stadt die Palmer Press Brick Company gegründet. Gegen Ende des Ersten Weltkrieges hatte Palmer 750 Einwohner, zwei Banken und mehr als 40 weitere Geschäfte. Danach ging die Einwohnerzahl von Palmer, auch verstärkt durch die Great Depression Ende der 1920er-Jahre, stark zurück, bis sie 1970 mit 601 Einwohnern ihren Tiefpunkt erreichte. Seitdem steigt die Einwohnerzahl der Stadt wieder kontinuierlich an. 2015 wurde in Palmer eine neue Grundschule gebaut.

## Demografie
Im Jahr 2018 hatte Palmer 2053 Einwohner, dies entspricht einem Bevölkerungszuwachs von 53 Einwohnern bzw. 2,7 Prozent im Vergleich zur Volkszählung 2010. Es gab 632 Haushalte und 492 Familien in der Stadt. Von den Einwohnern waren 82,9 Prozent Weiße, 1,9 Prozent Afroamerikaner, 3,2 Prozent amerikanische Ureinwohner und 0,1 Prozent Asiaten. 2,9 Prozent waren anderer Abstammung und 9,1 Prozent gaben mehrere Abstammungen an. 35,3 Prozent der Einwohner der von Palmer waren hispanischer Abstammung. 48,3 Prozent der Einwohner waren männlich und 51,7 Prozent weiblich.

47,3 Prozent der Haushalte hatten Kinder unter 18 Jahren, die bei ihnen lebten, und in 39,9 Prozent der Haushalte lebten Senioren über 65 Jahren. Altersmäßig verteilten sich die Einwohner von Palmer auf 31,1 Prozent Minderjährige, 9,2 Prozent zwischen 18 und 24, 25,5 Prozent zwischen 25 und 44, 21,3 Prozent zwischen 45 und 64 und 12,9 Prozent der Einwohner waren älter als 65 Jahre. Das Medianalter lag bei 33,2 Jahren. 2018 lag das Medianeinkommen pro Haushalt bei 54.800 US-Dollar und pro Familie bei 58.214 US-Dollar. 9,5 Prozent der Einwohner von Palmer lebten unterhalb der Armutsgrenze.

## Sonstiges
Der Film Comeback der Liebe aus dem Jahr 1983, der unter anderem mit zwei Oscars ausgezeichnet wurde, wurde teilweise in Palmer gedreht.

## Persönlichkeiten
- Knocky Parker (1918–1986), Jazz-Pianist und Hochschullehrer